# Ralph Richeson
Ralph Richeson (* 6. Juli 1952 in Peru, Indiana; † 27. Oktober 2015 in Palmdale, Kalifornien) war ein US-amerikanischer Maler und Schauspieler.

## Leben

### Herkunft und Berufsleben
Er kam als drittes Kind von Elsie Olson Richeson und Ralph Woodson Richeson, Jr. in der Kleinstadt Peru im US-Bundesstaat Indiana zur Welt und wuchs auch dort auf. Mit Robert (1949–2015) und Harry hatte er zwei ältere Brüder. Sein Vater arbeitete für die Chesapeake and Ohio Railway und seine Mutter leitete eine Fabrik, was in den 1950er Jahren für eine Frau noch eine ungewöhnliche Karriere war.
Richeson führte ein äußerst unstetes Berufsleben. Im Oktober 2012 gab er an, bis dahin 47 verschiedene Tätigkeiten ausgeübt zu haben – zwölf Mal davon in Selbständigkeit. Darüber hinaus habe er fünf Bücher, mehr als 1000 Gedichte, 13 Lieder, drei Fernseh- sowie ein Spielfilm-Drehbuch verfasst. Er war auch als Maler tätig und erhielt im Januar 2014 im Rahmen der 29. Annual All-Media Juried Art Exhibition am Museum of Art and History in Lancaster (Kalifornien) eine „honorable mention“ (de.: „lobende Erwähnung“) für sein Gemälde The circus came to town.
Im Alter von 63 Jahren starb er am 27. Oktober 2015 in der Hospiz-Abteilung des Regional Medical Center in Palmdale (Kalifornien) an Herzinsuffizienz.

### Karriere im Filmgeschäft
Zunächst wirkte Richeson im Frühjahr 2004 als Komparse in der HBO-Fernsehserie Deadwood mit. Der Entwickler und Executive Producer der Serie, David Milch, wurde jedoch bald auf ihn aufmerksam und gab ihm einen Sprechsatz. Dies führte zur Entwicklung einer eigenen Rolle für Richeson: Über die restliche Dauer der Serie bis August 2006 verkörperte er in 21 Episoden Richardson, den schrulligen, Rehgeweihe sammelnden Koch des Grand Central Hotel.
Anschließend hatte Richeson kleine Auftritte in drei Spielfilmen und fungierte 2009 als Executive Producer der Independent-Horrorkomödie Legend has it. Letztmals trat er im Mai 2010 in einer Episode der NBC-Serie Parks and Recreation als Schauspieler in Erscheinung.

## Filmografie
Spielfilme
- 2008: Hancock
- 2008: No Man’s Land: The Rise of Reeker
- 2009: Untote wie wir – Man ist so tot, wie man sich fühlt

Fernsehserien
- 2004–2006: Deadwood (21 Folgen)
- 2010: Parks and Recreation (eine Folge)